# Ilona Brezoianu
Ilona Brezoianu (n. 26 iunie 1990, Giurgiu, Giurgiu, România) este o actriță română de film și teatru.

## Biografie
Ilona Brezoianu s-a născut la Giurgiu. A absolvit Universitatea Națională de Artă Teatrală și Cinematografie în 2013.
În 2014 joacă primul rol în filmul Poartă-n casă. Alte roluri notabile în filme: 9 povești de dragoste și ura în izolare (2020), Sieranevada (2016) și Date Night (2017).
Joacă pe scena Teatrului Național „Ion Luca Caragiale” din București.
În 2021 s-a alăturat echipei de matinalul 'Neatza cu Răzvan și Dani. În 2025 a devenit jurată la emisiunea Te cunosc de undeva!.

## Premii
Încă din timpul anilor de facultate a primit mai multe nominalizări și premii: Premiul „Timică“ la Gala Hop (2013), Premiul „Cea mai bună actriță” pentru rolul Rhonda din spectacolul „Aproape” la „Festivalul teatrului studențesc” (2013), Marele Premiul acordat ex aequo (la egalitate cu Ofelia Popii) pentru spectacolul „Fata din curcubeu”, în regia Liei Bugnar, în cadrul Festivalului Internațional al Recitalurilor Dramatice „Valentin Silvestru” din Bacău (2016). De asemenea, a câștigat și premiul de „Cea mai bună actriță” la Festivalul Internațional de Teatru Independent „Undercloud”. A jucat în filmul „Sieranevada”, în regia lui Cristi Puiu, care a fost selectat în competiția oficială a Festivalului de la Cannes din 2016. De asemenea, a jucat și în filmul „Întregalde”, în regia lui Radu Muntean, care a avut premiera tot la Cannes, în 2021.

## Filmografie
- Poartă-n casă (2014)
- Sieranevada (2016)
- Karmasutra (2016)
- Lame Duck (2016)
- Date Night (2017)
- Moon Hotel Kabul (2018)
- Morski Briz (2018)
- Moon Hotel Kabul (2018)
- Morski Briz (2018)
- Legacy (2019)
- A Normal Guy (2019)
- Nunți, botezuri, înmormântări (2022)
- Întregalde (2021)
- Ruxx (2022)
- Istoria (ne)povestita a Home'Bank (2021)
- Immaculate (2021)
- 9 povești de dragoste și ura în izolare (2020)
- Încă două lozuri (2023)
- Căsătoria (2024) – Cântăreață la bodegă

### Seriale de televiziune
- Las Fierbinți (2012-prezent)
- Atletico Textila (2016-prezent)
- Mangalița (2019-2020)

## Piese de teatru
- Două loturi de Ion Luca Caragiale (Teatrul Național București) [5]
- Stă să plouă de Lia Bugnar (Green Hours Jazz Cafe) [6]
- Clasa noastră de Tadeusz Słobodzianek (Teatrul Evreiesc de Stat)
- Feromonii de Theodora Herghelegiu (În Culise)
- Visul unei nopți de vară de William Shakespeare (Teatrul Național București) [7]
- Intrigă de Jaime Salom Vidal (Teatrul Avangardia)
- Fata din curcubeu de Lia Bugnar (Green Hours Jazz Cafe) [8]
- Almost (aproape) de John Cariani (În Culise)
- 10 pentru New York de Lia Bugnar (Teatrul Metropolis)
- Viforul de Barbu Ștefănescu Delavrancea (Teatrul Național București)
- Cum să distrugi o piesă de Henry Lewis , Jonathan Sayer , Henry Shields (Teatrul de Comedie)
- Diseară la 7 de Aurelian Bărbieru (Teatrul de Comedie)
- Rosencrantz și Guildenstern sunt morți de Tom Stoppard (Teatrul de Comedie)
- Medeea, mama mea de Ivan Dobcev , Stefan Ivanov (Teatrul Național București)
- Cântec pentru Tisha de Andreea Gaică (Teatrul Elisabeta)
- Afară, departe, pe câmp de Cătălin Ștefănescu (Teatrul de Comedie)
- Copii de aruncat de Ryū Murakami (Teatrul Național București)
- Doi pe o bancă de Aleksandr Ghelman (Teatrul de Comedie)
- Secretul fericirii de Alexandru Popa la (Teatrul Dramaturgilor)

## Show-uri TV
- X Factor [9]
- iUmor [10]
- Te cunosc de undeva [11]
- Stand Up Revolution [12]